# ヌーンティイー・ラティーニー
ヌーンティイー・ラティーニー（Nuntii Latini）は、フィンランド国営放送局YLEが放送していたラテン語の週間ラジオニュースである。1989年9月より開始され、2019年7月に終了した。ヌーンティウス（nuntius）は使者の意味でニュースをいう。

## 発音
古典式でvは[v]、quは[kv]と発音されている。